# 2-etilesanolo
Il 2-etilesanolo (o alcol isoottilico) è un alcol chirale a catena ramificata a otto atomi di carbonio.
A temperatura ambiente si presenta come un liquido incolore dall'odore caratteristico, poco solubile in acqua, molto solubile nei più comuni solventi organici. È prodotto su larga scala per l'impiego in numerose applicazioni come solventi, aromi, profumi e, soprattutto, come un precursore per la produzione di altri prodotti chimici come emollienti e plastificanti. Lo si ritrova nei profumi vegetali naturali, e l'odore è descritto come "pesante, terroso, e leggermente floreale" per l'enantiomero R e "una leggera, dolce fragranza floreale" per l'enantiomero S.

## Produzione
Il 2-etilesanolo viene prodotto a partire dalla condensazione aldolica della n-butirraldeide, seguita dalla disidratazione dell'aldolo ottenuto e infine dalla riduzione catalitica contemporanea sia del doppio legame carbonio-carbonio che del carbonile :
Il processo generale è molto simile a quella della reazione di Guerbet, con la quale può anche essere prodotto. Circa 2.500.000 tonnellate sono preparate in questo modo ogni anno. La n-butirraldeide viene prodotta dalla idroformilazione del propilene, sia in un impianto indipendente o come il primo passo di un impianto completamente integrato. La maggior parte delle strutture producono anche n-butanolo e isobutanolo oltre al 2-etilesanolo.

## Utilizzi
Trova principalmente uso nella produzione dei suoi esteri, che vengono impiegati come plastificanti (ad esempio il di-2-etilesilftalato (DEHP) ). Inoltre, essendo un alcol a catena lunga molto lipofila, i suoi esteri tendono ad avere proprietà emollienti.
Trova uso occasionale anche come solvente ad alto punto di ebollizione, e può anche essere utilizzato come un "octane booster" quando fatto reagire con acido nitrico.